# جوستين إليوت
ماريا جوستين إليوت إم بي (من مواليد 29 يوليو 1967)، وهي سياسية أسترالية، وعضو العمل عن مقعد مجلس النواب الأسترالي في ريتشموند منذ الانتخابات الفيدرالية عام 2004، ثم شغلت منصب وزيرة الشيخوخة بين عامي 2007 و 2010.

## النشأة والعملية
ولدت إليوت في بريسبان، بكوينزلاند، وتلقت تعليمها في الفنون من جامعة كوينزلاند. كانت ضابطة شرطة في كوينزلاند بين عامي 1990 و 1997، ثم عملت لاحقًا على عقد مؤتمر قضاء الأحداث مع وزارة قضاء الأحداث في نيو ساوث ويلز.. إليوت أيضا حاصلة على دبلوم الدراسات العليا في إدارة الموارد البشرية والعلاقات الصناعية من جامعة غريفيث.

## الحياة السياسية
وفي مفاجأة كبيرة في انتخابات 2004 ، هزمت «إليوت» عضو الحزب الوطني "لاري أنتوني"، وزير في حكومة «هوارد». كان فوز إليوت أحد الانتصارات القليلة لحزب العمال حيث فاز الائتلاف بسهولة بولاية رابعة في الحكومة. كانت ثاني عضو من حزب العمال يفوز بالمقعد على الإطلاق، وكانت أيضًا المنافس العمالي الوحيد الذي هزم عضوًا برلمانيًا من الائتلاف في مقعد ريفي.
كانت «ريتشموند» في يد حزب المحافظين طوال تلك السنوات باستثناء الست سنوات التي تلت الاتحاد، ولمدة 66 عامًا قبل الاتحاد من قبل الحزب الوطني.
و لوقت طويل، كان مقعدًا وطنيًا آمنًا بشكل معقول. ومع ذلك، فإن نمو Tweed Heads والمجتمعات الساحلية الأخرى، فضلاً عن الخسارة المتزامنة لأراضيها الريفية، قد جعلها مقعدًا حضريًا بشكل متزايد منذ الثمانينيات. تأخرت إليوت عن أنطوني بفارق 11 نقطة في العد الأول وكانت متأخرة عنه كثيرًا طوال الليل. ومع ذلك، في الإحصاء السابع، تدفقت ترشيحات المرشح الأخضر بأغلبية ساحقة إلى إليوت، مما سمح لها بهزيمة أنتوني بأغلبية 301 صوتًا.
شهدت انتخابات عام 2007  إعادة انتخاب إليوت على صفحة سو الوطنية. فقد حصلت على تأرجح بأكثر من 7.4 نقطة، والذي كان أكبر بكثير من متوسط ولاية نيو ساوث ويلز وجعلت ريتشموند من الناحية الفنية مقعدًا آمنًا للعمال. أعلن رئيس الوزراء كيفين رود أنها ستكون جزءًا من وزارته الجديدة في 29 نوفمبر 2007، كوزيرة للشيخوخة. احتفظت بالمقعد في انتخابات 2010 بأرجحة صغيرة فقط ضد حزب العمال. تنحيت كوزيرة للشيخوخة قبل تشكيل وزارة جيلارد الثانية في 11 سبتمبر 2010.
في 11 سبتمبر 2010، تم تعيين إليوت كسكرتيرة برلمانية للشؤون الخارجية والتجارة، وشغلت هذا المنصب حتى إعادة تشكيل الوزارة في 4 فبراير 2013  عندما أصبحت نائبة. وأعلنت أن هذا كان بسبب معارضتها لتعدين الفحم الحجري في جمهور الناخبين، وهو ما يتعارض مع دور السكرتي ر البرلماني.
احتفظت إليوت بريتشموند من أجل حزب العمال في انتخابات 2013 حتى عندما هزمت المعارضة الائتلافية حكومة حزب العمال الحالية، مما يمثل المرة الثانية فقط (الأولى كانت فوزها الأولي في عام 2004) التي كانت الأحزاب غير العمالية في الحكومة بدون عقد ريتشموند. فازت مرة أخرى بأغلبية متزايدة في انتخابات عام 2016 ثم زادت غالبيتها الترشيحية مرة أخرى في انتخابات 2019.

## المناصب الحالية والسابقة
تشغل إليوت منصب رئيس كتلة العمل الفيدرالية القطرية منذ عام 2014، وشغلت منصب نائب رئيس اللجنة الدائمة المعنية بالالتماسات من 2013 إلى 2016، ومرة أخرى منذ عام 2019. كما عملت أيضًا في اللجنة الأسترالية لنزاهة إنفاذ القانون منذ 2016 ولجنة إنفاذ القانون منذ 2019.
عملت إليوت سابقًا في اللجنة المشتركة لإنفاذ القانون في 2013 و 2014، ولجنة المعاهدات الدائمة المشتركة في 2013. كما عملت في اللجنة الدائمة لمجلس النواب بشأن الصحة والشيخوخة من 2004 إلى 2007، وفي مجلس النواب الدائم.